# Mimetus indicus
Mimetus indicus là một loài nhện trong họ Mimetidae.
Loài này thuộc chi Mimetus. Mimetus indicus được Eugène Simon miêu tả năm 1906.